# Кленовка
Кле́новка (рос. Клёновка) — селище у складі Юргинського округу Кемеровської області, Росія.

## Населення
Населення — 238 осіб (2010; 224 у 2002).
Національний склад (станом на 2002 рік):
- росіяни — 93 %